# Gedeputeerde Staten

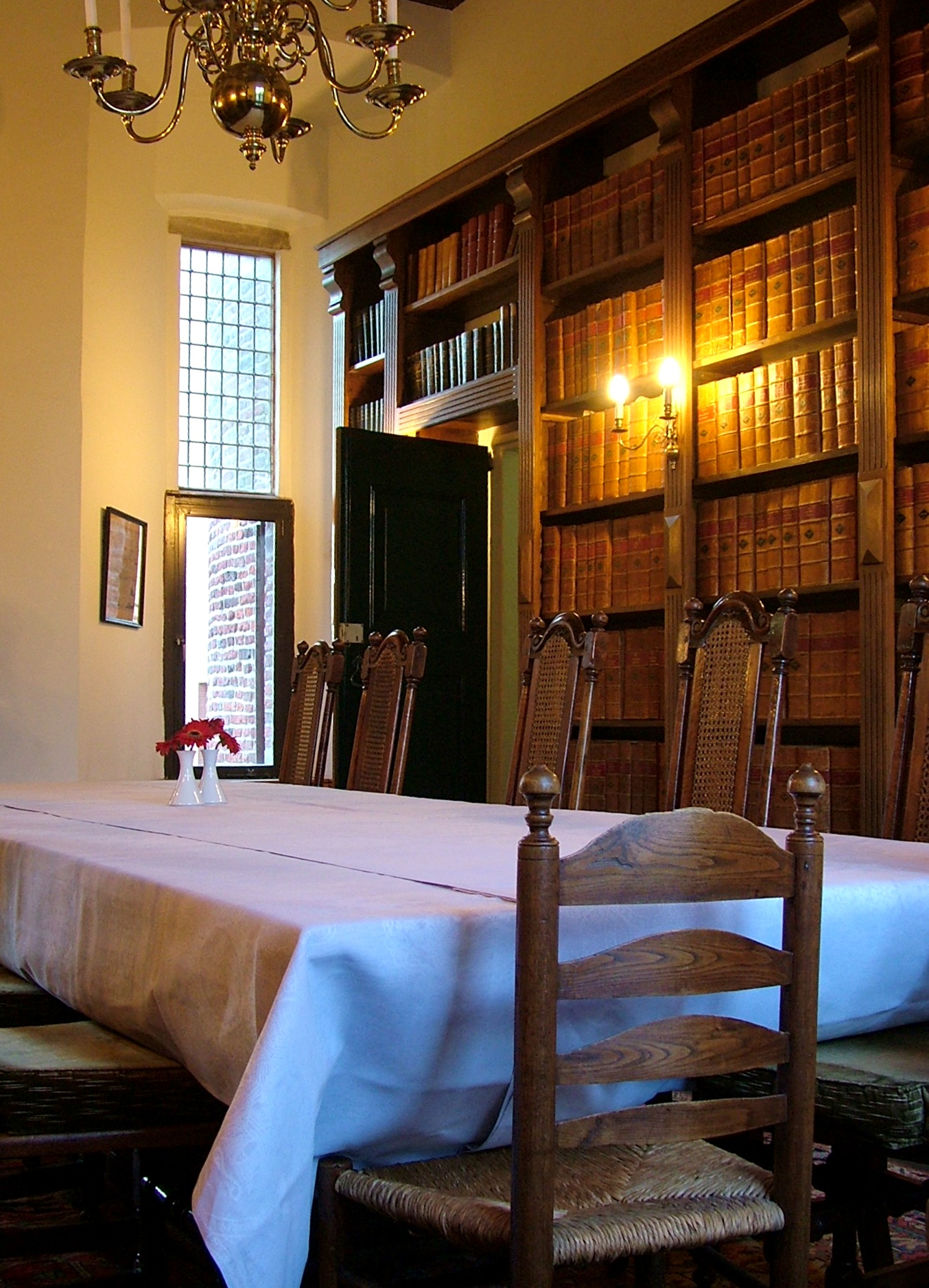
Zimmer im Arnheimer Provinzhaus, in dem die Gedeputeerde Staten von Gelderland Sitzungen abhalten

Die Gedeputeerde Staten (GS; deutsch „Abgeordnete Stände“) oder auch das College van Gedeputeerde Staten sind die jeweiligen Regierungen der zwölf niederländischen Provinzen. Vorsitzender der GS ist der Commissaris van de Koning, der vom Innenminister eingesetzt wird, außerdem gehören dem Organ die gedeputeerden an. Sie werden von der Volksvertretung der Provinz gewählt, den Provinciale Staten. Sie sind vergleichbar mit den Deputationen der belgischen Provinzen auf der gleichen Regierungsebene und mit den Kollegien der Bürgermeister und Schöffen in den niederländischen Gemeinden auf der darunter liegenden Regierungsebene.